# 亚东哇朵蛛
亚东哇朵蛛（学名：Wadotes yadongensis）为暗蛛科哇朵蛛属的动物。在中国大陆，分布于西藏等地。该物种的模式产地在西藏。